# Skrot

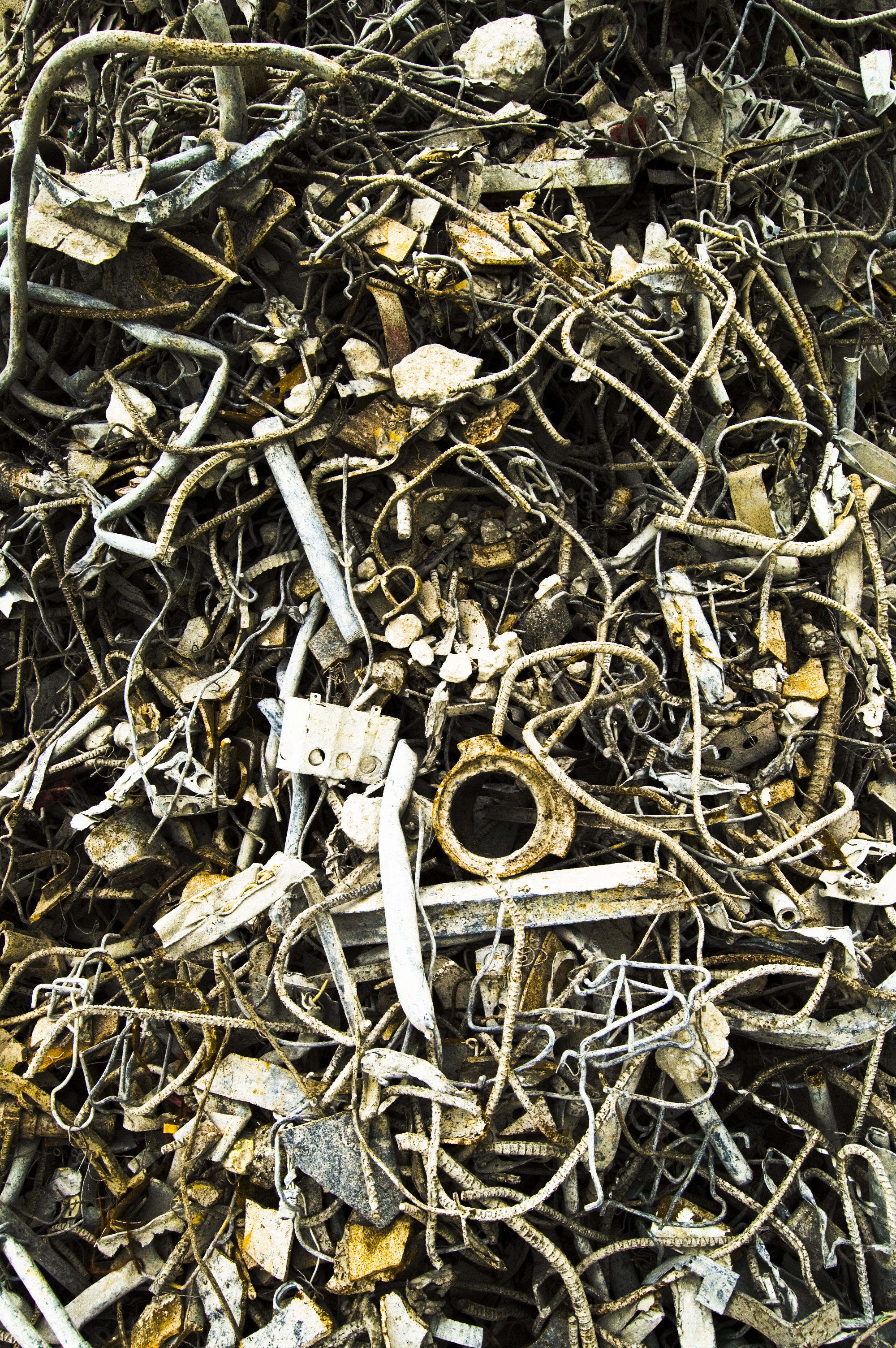
Metallskrot.

Skrot är föremål av främst metall (men ibland även av annat material såsom glas, gummi eller sten) som anses ha blivit obrukbara för sin ursprungliga användning och därför har kasserats. Skrot kan även avse avfallet från bearbetning eller framställning av metall eller andra material.
Ordet skrot kan även avse ett mynts totala vikt (finvikt + legeringsmetall). Finvikt kallas även för korn, vilket gett upphov till uttrycket "av samma skrot och korn".